# 하루히정
하루히정(春日町)은 일본 아이치현 서부의 니시카스가이군에 존재했던 정이다.
오와리 지방의 거의 중앙부에 위치하고 2009년 10월 1일에 기요스시에 편입될 때까지는 일본에서 제일 면적이 작은 정인 것과 동시에 아이치 현에서 면적이 가장 작은 자치체였다.

## 지리
노비평야의 중부에 있고 고조강이 북쪽에서 남쪽으로 종단하고 있다.

## 인접한 자치체
- 나고야시
  - 니시구
- 기요스시
- 기타나고야시
- 이나자와시

## 역사
- 1906년 - 하루히 촌(일본어: 春日村)이 성립하였다.
- 1990년 - 하루히 정으로 승격하였다.
- 2009년 10월 1일 - 인접한 기요스 시에 편입되면서 폐지되었다.

## 교통

### 도로
- 나고야 고속도로
- 국도 22호선
- 국도 302호선

### 철도
정에는 철도역은 없다. 기요스역이 가깝다.